# Chalisubani (Kurta)
Chalisubani (en georgiano: ჭალისუბანი) es una aldea que pertenece a la parcialmente reconocida República de Osetia del Sur, parte del distrito de Tsjinval, aunque de iure pertenece al municipio de Kurta de la región de Iberia Interior de Georgia.

## Geografía
Chalisubani se encuentra en la orilla izquierda del río Gran Liajvi, a 3 km de Tsjinvali. La aldea se administra desde el pueblo de Kemerti. 

## Historia
De 1922 a 1990, formó parte del distrito de Tsjinval del óblast autónomo de Osetia del Sur. De 1990 a 2006, formó parte del raión de Kareli y, desde 2006, forma parte del municipio de Kurta.  

## Demografía
La evolución demográfica de Chalisubani entre 1939 y 1989 fue la siguiente:
| 246                                                      | 127 | 138 | 143 | 265 |
| (Fuente: Population of South Ossetia since Soviet times) |     |     |     |     |

Según el censo soviético de 1959, la mayoría de la población local eran georgianos.  En los distintos censos, la composición étnica del pueblo era la siguiente:
|              | 1989      | 1989       |
| Grupo étnico | Población | Porcentaje |
| ------------ | --------- | ---------- |
| Georgianos   | 265       | 100%       |
| Osetios      | 0         | 0%         |
| Total        | 265       | 100%       |